# Eduardo Casal
Eduardo Ezequiel Casal (Olivos, Buenos Aires, 21 de febrero de 1958) es un abogado y fiscal argentino que ejerce como procurador general de la Nación desde el 31 de diciembre de 2017, tras la renuncia de Alejandra Gils Carbó. Anteriormente, fue procurador fiscal ante la Corte Suprema de Justicia de la Nación desde 1992 hasta 2017.

## Biografía
Casal nació en Buenos Aires en 1958. Cursó sus estudios secundarios en el Colegio Nacional de Buenos Aires, donde fue egresado en 1976. Se graduó como abogado en la Universidad de Buenos Aires (UBA) en 1982 y obtuvo su título al año siguiente.
Casal comenzó su carrera en la justicia penal ordinaria de la Ciudad de Buenos Aires en 1977 como empleado. Entre 1983 y 1987 fue secretario de Juzgado de Sentencia en el mismo fuero, y fue designado secretario letrado de la Procuración General de la Nación hasta 1992, cuando se convirtió procurador fiscal ante la Corte Suprema, cargo que ocupó durante 25 años hasta 2017.